# Garde nationale vénézuélienne
Pour les articles homonymes, voir GNB.
La garde nationale vénézuélienne (guardia nacional de Venezuela), officiellement garde nationale bolivarienne (guardia nacional bolivariana – GNB – en espagnol), aussi appelée les Forces armées de la coopération, est l'une des cinq composantes des Forces armées vénézuéliennes. La garde nationale peut servir de gendarmerie, avoir des rôles dans la défense civile, ou servir comme force de réserve d'infanterie légère. Elle est fondée le 4 août 1937 par le président de la République, Eleazar López Contreras.

## Objectifs

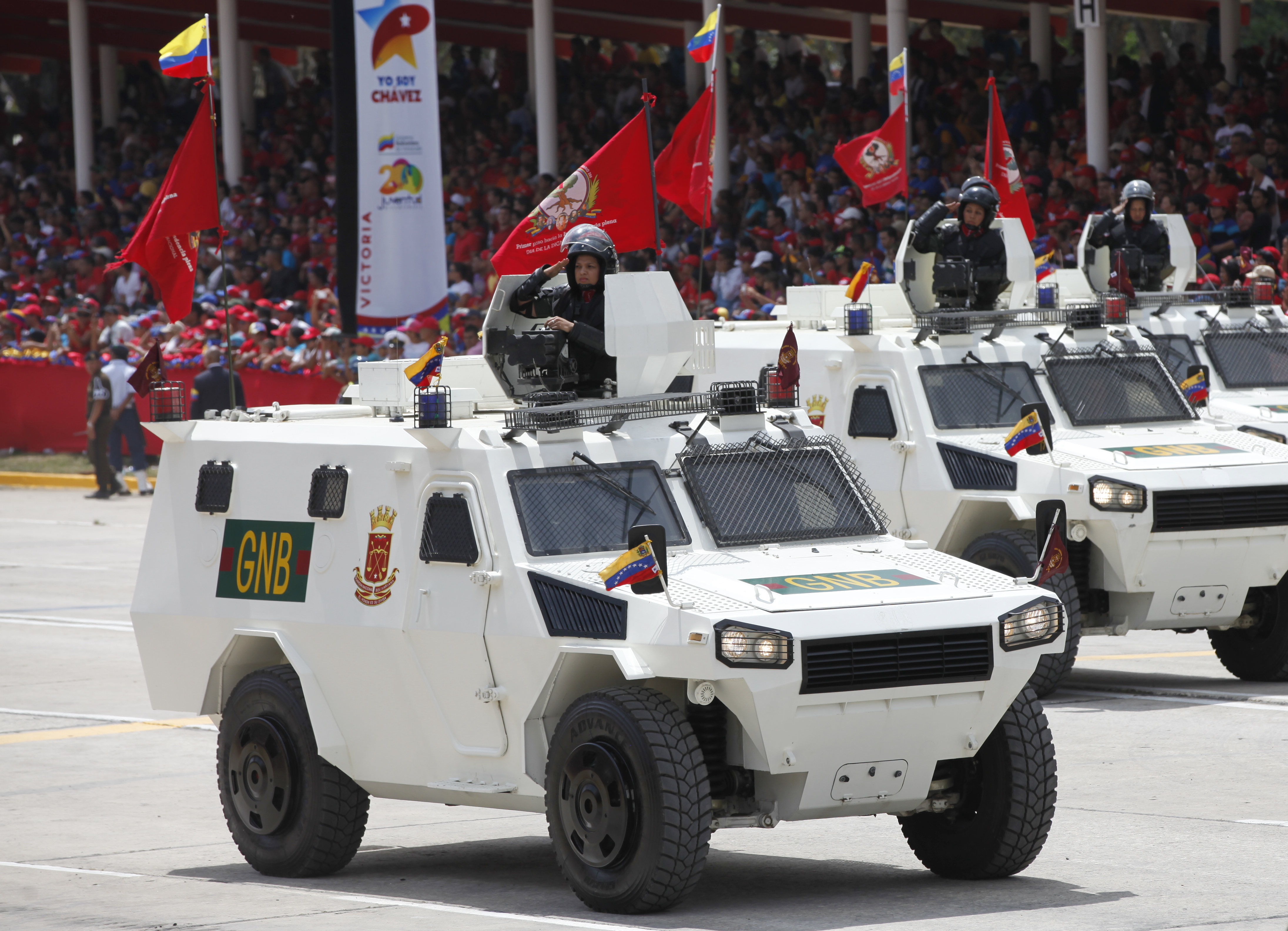
4x4 Norinco VN-4 de la garde nationale bolivarienne (GNB).

La prémisse de ce corps militaire est définie à l'article 329 de la Constitution nationale :
L'Armée, la Marine et les Forces aériennes ont la responsabilité essentielle de la planification, l'exécution et le contrôle des opérations de combat nécessaire pour assurer la défense nationale. La garde nationale va coopérer dans le développement de ces opérations et aura comme principale responsabilité la direction des opérations de combat exigé pour le maintien d'ordre intérieur du pays. Les Forces armées nationales pourront exercer les activités de police administrative et enquête pénale que la loi lui attribue.
Par conséquent, ce seul élément remplit la fonction d'offrir la sécurité de défendre la souveraineté du territoire vénézuélien, tant en interne que tout au long de ses frontières, en collaboration avec l'armée, la marine et l'aviation. Dans le même temps, elle participe respectivement, en effet, à la sécurité intérieure, en collaboration avec l'État et les organes de police municipale sous la direction du Ministère du Pouvoir Populaire pour la Défense et le Ministère du Pouvoir Populaire de l'Intérieur et la Justice. Par conséquent, en cas de perturbations ou de licenciements, il s'agit de dissuader et de contrôler les manifestations et autres troubles publics.

## Situation actuelle
À l'heure actuelle, le président du Venezuela, Nicolás Maduro impose à la garde nationale de collaborer avec les citoyens dans des activités de coopération, de protection, de sécurité, de défense et également dans des programmes sociaux ou à des missions au profit de la population, selon la Constitution de 1999.

## Organisation
Le siège appelé Commandancia est basé à Caracas et regroupe les commandements de la logistique, de la garde nationale aérienne et des opérations.
Huit détachements mobiles de la taille d'un bataillon sont disponibles pour un déploiement dans toute région du pays en réponse aux menaces à la sécurité intérieure ou à la sécurité des frontières.
Trois commandements régionaux ont le contrôle local d'un bataillon pour la défense stratégique de certains édifices publics, d'installations pétrolières et d'institutions pénales.

## Recrutement
La garde nationale vénézuélienne est une force de volontaires, de plus de 25 000 hommes, les recrues doivent subir un cours de deux années de formation de base à l'École Ramo Verde à Los Teques. Les aspirants-officiers vont ensuite aller étudier pendant quatre années supplémentaires à l'Académie de formation des officiers de la garde nationale, à Caracas. Puis les officiers feront des études de troisième cycle étant disponibles à l'École Supérieure des agents au Caricuao, près de Caracas.

## Uniformes et matériel
La garde nationale porte le même rang et les mêmes uniformes que l'armée vénézuélienne et est équipée comme une force d'infanterie légère, avec le fusil standard d'assaut FAL (étant remplacé par l'AK-103), de mitrailleuses légères et de mortiers de 81 mm. Elle possède plus de quarante Unimog UR-416 blindé à roues de transport de personnel et emploie également des petits bateaux pour ses fonctions de patrouille côtière et fluviale. Le Commandement de la garde nationale aérienne exploite plus de 50 avions légers à voilure fixe et des hélicoptères.

## Sources
- (en) Cet article est partiellement ou en totalité issu de l’article de Wikipédia en anglais intitulé « Venezuelan National Guard » (voir la liste des auteurs).